# Albertsons Stadium
Das Albertsons Stadium ist ein College-Football-Stadion auf dem Campus der Boise State University in der US-amerikanischen Stadt Boise im Bundesstaat Idaho. Bis 2014 trug es den Namen Bronco Stadium, bevor die Supermarktkette Albertsons die Namensrechte erwarb. Das Stadion ist die Heimspielstätte der Boise State Broncos, der NCAA-College-Footballmannschaft der Universität, die in der Mountain West Conference spielen. Bekannt ist das Stadion für seinen blauen Kunstrasen, der 1986 erstmals installiert wurde.

## Lage
Das Stadion liegt im Osten des Campus der Boise State University am Boise River auf einer Höhe von etwa 820 m über den Meeresspiegel.

## Geschichte
Die Boise State Broncos spielen seit 1940 an ihrem heutigen Standort, an dem sich bis dahin der Boise Airport befand. Von 1950 bis 1969 gab es ein Stadion mit einer hölzernen Tribüne, das 10.000 Zuschauer fasste. Mit der Aufnahme der Broncos in die National Collegiate Athletic Association 1969 begann der Bau eines neuen Stadions. Am 11. September 1970 wurde das neue Stadion mit dem Spiel der Broncos gegen die Chico State Wildcats eröffnet. Boise State gewann das Spiel vor 14.028 Zuschauern mit 49:14. Der Bau des Stadions kostete 2,2 Millionen US-Dollar. Seit der Eröffnung wurde das Stadion viermal erweitert, zuletzt 2012.
Im Jahr 1986 erhielt das Stadion seinen bekannten blauen Kunstrasen, für den sich der damalige Athletic Director Gene Bleymaier erfolgreich eingesetzt hatte. Bleymaier war unzufrieden mit den Kosten für eine neue Spielfläche, die ihm dafür, dass ein neuer grüner Kunstrasen keine sichtbare Veränderung darstellte, zu hoch erschienen. Von dem blauen Feld versprach sich Boise State einen zusätzlichen Heimvorteil sowie mehr Aufmerksamkeit für das College.
Im Juni 2014 verkaufte Boise State die Namensrechte des Stadions für die nächsten 15 Jahre für 12,5 Millionen US-Dollar an die Supermarktkette Albertsons. Davon gingen 9 Millionen an die Universität selbst und 3,5 Millionen an das Marketingunternehmen Learfield Sports, das für die Vermarktung der Boise State Broncos zuständig ist.
Am 12. Oktober 2019 wurde im Stadion ein neuer Zuschauerrekord aufgestellt. 36.902 Zuschauer sahen den 59:37-Sieg der Broncos gegen die Hawaii Rainbow Warriors.

## Trivia
Einige andere Highschools und weniger bekannte Colleges folgten der Idee von Boise State und verwenden ebenfalls Spielflächen mit anderen Farben, darunter am bekanntesten sind das graue Spielfeld der Eastern Michigan University, die türkisfarbene Spielfläche der Coastal Carolina University, das rote Feld der Eastern Washington University und der lila-grau-gestreifte Kunstrasen der University of Central Arkansas. Im Jahr 2009 registrierte Boise State die blaue Spielfläche beim United States Patent and Trademark Office als Markenzeichen, das seit 2010 für alle Spielfelder gilt, die nicht grün sind. Damit benötigen andere Teams, die auf einem nicht-grünen Spielfeld spielen wollen, die Genehmigung von Boise State. Die National Football League (NFL) beschloss 2011, dass alle NFL-Stadien eine grüne Spielfläche besitzen müssen.
Aufgrund der blauen Farbe erhielt das Stadion den Spitznamen Smurf Turf (englisch für Schlumpf-Rasen). In Boise ist die Bezeichnung The Blue gebräuchlich. Des Weiteren kommt es vor, dass Gänse das Feld für einen See halten und auf diesem landen.